# Anchóriz
Anchóriz (Antxoritz en vasco y oficialmente) es una localidad española y un concejo de la Comunidad Foral de Navarra perteneciente al municipio de Esteríbar. Está situado en la Merindad de Sangüesa, en la Comarca de Auñamendi. Su población en 2014 fue de 35 habitantes (INE).

## Arte
Iglesia de la Inmaculada, de origen medieval y planta rectangular.